# Turma do Bermudão
A Turma do Bermudão é um grupo de personagens da Turma da Mônica que usam um Bermudão. Surgiu entre o final dos anos 90 e início dos anos 2000, numa necessidade de apresentar os personagens em situações diversas, nesse caso, abordando a pré-adolescência.
Fazem parte dessa turma: Jeremias, Franjinha, Titi e Manezinho.